# Johannes Bergfeldt
Johannes Eduard Bergfeldt (auch Johannes Bergfeld; * 21. November 1886 in Hapsal, Gouvernement Estland, Russisches Kaiserreich; † 29. Mai 1960 in Berlin (West)) war ein deutscher Schauspieler bei Bühne und Film.

## Leben und Wirken
Bergfeldts frühe Bühnenjahre liegen weitgehend im Dunkeln. In den 1920er- und 1930er-Jahren tingelte er zumeist mit Berliner Wanderbühnen durch Deutschland. Erst in der Spielzeit 1938/39, als es ihn an die schlesische Landesbühne nach Glogau verschlug, nahm Bergfeldt wieder Festengagements an. Es folgten bis zur Schließung aller deutschen Theater 1944 Verpflichtungen nach Bernburg und Elbing in Ostpreußen. Nach 1945 gehörte er dem Ensemble der Berliner Volksbühne an.
Erst mit über 40 Jahren gab Bergfeldt sein Filmdebüt. Die ersten zehn Jahre sah man ihn beim reichsdeutschen, dann, nach einem weiteren Jahrzehnt Filmpause, ab 1947 in ostzonalen DEFA-Produktionen. Vor der Kamera spielte Bergfeldt eine Fülle von Klein- bis Kleinstrollen, zumeist niedere Charaktere: Mal war er ein Zimmerkellner, ein Diener, ein Lakai und ein Bürovorsteher, mal ein Brautvater, ein Beamter und ein Seemann.
Bergfeldt war ab 1930 mit der Schauspielerin Hildegard, geb. Seifart, verheiratet.

## Filmografie
- 1927: Der Katzensteg
- 1928: Der Mann mit dem Laubfrosch
- 1930: Zweierlei Moral
- 1933: Zwei reparieren sich durch (Kurzfilm)
- 1935: Der höhere Befehl
- 1935: August der Starke
- 1936: Ein seltsamer Gast
- 1936: Schlußakkord
- 1936: Weiberregiment
- 1936: Das Hofkonzert
- 1937: Madame Bovary
- 1937: Fanny Elßler
- 1947: Grube Morgenrot
- 1948: Die Kuckucks
- 1949: Quartett zu fünft
- 1949: Die blauen Schwerter
- 1950: Der Kahn der fröhlichen Leute
- 1950: Bürgermeister Anna
- 1950: Familie Benthin
- 1950: Das kalte Herz
- 1950: Die letzte Heuer
- 1952: Schatten über den Inseln
- 1956: Nekrassow (Fernsehfilm)